# 武藤綾子 (アナウンサー)
武藤 綾子（むとう あやこ、1975年8月29日 - ）は、AKT秋田テレビの元アナウンサー。
秋田県秋田市生まれ。秋田県立秋田北高等学校、立命館大学経済学部卒業後、1998年に入社。2007年3月に退社後はフリーで活動している。

## 担当番組
- Evening StREAM（FM秋田）（2011年4月5日 - 2014年1月31日、金曜担当）
- AKTスーパーニュース（2001年4月2日 - 2007年3月30日、メインキャスター）
- JAみどりの広場
- スーパーSUNサンまる（2003年4月4日 - 2005年3月25日、ニュースコーナー）
- やばせ本町どまん中（2005年4月1日 - 2006年3月、ニュースコーナー）

## その他
- 秋田「食」のにぎわい博覧会“あきた夜楽”（2011年10月8日、料亭濱乃家）司会[1]